# Mirosław Sekuła
Mirosław Sekuła (ur. 20 czerwca 1955 w Strzelcach Opolskich) – polski polityk i samorządowiec, poseł na Sejm III i VI kadencji, w latach 2001–2007 prezes Najwyższej Izby Kontroli, w latach 2011–2012 podsekretarz stanu w Ministerstwie Finansów, w latach 2013–2014 marszałek województwa śląskiego.

## Życiorys
W 1980 ukończył studia na Wydziale Chemicznym Politechniki Śląskiej w Gliwicach. W latach 1980–1998 pracował w Instytucie Chemicznej Przeróbki Węgla w Zabrzu, najpierw jako asystent, później członek rady naukowej. Od 1990 był radnym Zabrza, zajmował stanowisko wiceprzewodniczącego rady miejskiej. W latach 1994–1998 pełnił funkcję wiceprezydenta Zabrza.
W latach 1997–2001 sprawował mandat posła na Sejm z listy AWS. Od grudnia 1999 przewodniczył Komisji Finansów Publicznych, był też członkiem Komisji Samorządu Terytorialnego i Polityki Regionalnej. Sprawował też mandat radnego sejmiku śląskiego I kadencji. 6 lipca 2001 Sejm powołał go na stanowisko prezesa Najwyższej Izby Kontroli. Po wyrażeniu zgody przez Senat 20 lipca 2001 Mirosław Sekuła objął ten urząd. Funkcję tę pełnił do 22 sierpnia 2007.
W wyborach parlamentarnych w 2007 po raz drugi uzyskał mandat poselski. Kandydując w okręgu gliwickim z listy Platformy Obywatelskiej, otrzymał 22 261 głosów. Pełnił funkcje wiceprzewodniczącego Komisji do Spraw Kontroli Państwowej, wiceprzewodniczącego oraz przewodniczącego Komisji Nadzwyczajnej „Przyjazne Państwo” do spraw związanych z ograniczaniem biurokracji, wiceprzewodniczącego Klubu Parlamentarnego Platformy Obywatelskiej oraz przewodniczącego sejmowej komisji śledczej do zbadania sprawy przebiegu procesu legislacyjnego ustaw nowelizujących ustawę o grach i zakładach wzajemnych. W wyborach samorządowych w 2010 bez powodzenia ubiegał się o stanowisko prezydenta Zabrza, uzyskując 6314 głosów, tj. 13,54%. Nie kandydował w wyborach parlamentarnych w 2011.
W grudniu 2011 premier Donald Tusk powołał go na stanowiska podsekretarza stanu w Ministerstwie Finansów, głównego rzecznika dyscypliny finansów publicznych i przewodniczącego Komisji Nadzoru Audytowego.
21 stycznia 2013 wybrany na marszałka województwa śląskiego, zastępując odwołanego Adama Matusiewicza. Zakończył urzędowanie 1 grudnia 2014. Od 2015 był doradcą marszałka województwa śląskiego Wojciecha Saługi. W 2023 wystartował do Sejmu z ramienia Trzeciej Drogi.

## Życie prywatne
Mirosław Sekuła jest żonaty, ma dwoje dzieci (córkę i syna).